# Jimmy McShane (cantante)
James Harry McShane (23 de mayo de 1957-29 de marzo de 1995), conocido como Jimmy McShane, fue un cantante italo-británico de origen norirlandés, reconocido por ser el cantante de la banda Baltimora, intérprete de la exitosa canción «Tarzan Boy».

## Historia
McShane nació en Derry, Irlanda del Norte. Contratado como bailarín y corista, pronto recorrió Europa con Dee D. Jackson y su banda. Durante una visita a Italia con la banda, McShane se sintió atraído por la escena dance underground del país, lo que lo llevó a establecerse en Milán en 1984. Le dijo a Dick Clark en American Bandstand en 1986 que se enamoró de Italia desde ese momento. También aprendió a hablar italiano y adquirió la ciudadanía italiana.
Debutó cantando en pequeños clubes de su ciudad natal sin éxito. En vista de esto, McShane decidió trabajar como técnico médico de emergencia (EMT) para la Cruz Roja hasta que conoció al productor discográfico y teclista italiano Maurizio Bassi, con quien creó la banda italiana Baltimora. El acto tuvo éxito con su sencillo más popular, "Tarzan Boy", lanzado en 1985.
En Estados Unidos, quedó abrumado con el éxito de "Tarzan Boy". Algunas fuentes afirman que la voz principal fue interpretada por Maurizio Bassi, el teclista del grupo, y McShane en realidad proporcionó los coros. Esto sigue siendo incierto, y McShane sincronizó los labios mientras aparecía en el video musical "Tarzan Boy", y no Bassi.

## Enfermedad y muerte
McShane fue diagnosticado con SIDA en Milán durante 1994. Unos meses después, regresó a Irlanda del Norte para pasar su último año y murió en su Derry natal el 29 de marzo de 1995 a la edad de 37 años. Un portavoz de la familia emitió la siguiente declaración después de su muerte: "enfrentó su enfermedad con valentía y murió con gran dignidad". En el centro de Derry, una placa conmemorativa lo recuerda.